# Enrico Castiglioni
Enrico (Richino) Castiglioni (Busto Arsizio, 29 gennaio 1914 – Busto Arsizio, 6 novembre 2000) è stato un architetto, pittore e scultore italiano.

## Biografia
Nato nel 1914 da una famiglia di imprenditori bustocchi, nel 1937 conseguì la laurea in Ingegneria Civile presso il Politecnico di Milano con il massimo dei voti e nel 1939 l'abilitazione alla professione di architetto presso la Facoltà di Architettura di Roma. L'anno successivo sposò Lorena Fausti, italiana nata in Pennsylvania, dalla quale ebbe quattro figli: Stefano (con il quale collaborò in molti lavori a partire dal 1968), Giuliano, Monica e Marina. Tra il 1965 e il 1973 fu professore incaricato presso la Facoltà di Lettere e Filosofia dell'Università Cattolica di Milano del corso di Storia e teoria dello spazio teatrale. Del 1971 al 1977 fu presidente dell'Ordine degli Architetti della Provincia di Varese.
Il 23 giugno 2015, alla vigilia della festa patronale, a Richino Castiglioni è stato intitolato il passaggio antistante la biblioteca civica di Busto Arsizio.

## Opere
Tra i suoi più significativi progetti vanno ricordati gli edifici per l'Esposizione Internazionale del Tessile (1952) di Castellanza, edifici religiosi come la nuova chiesa parrocchiale di Prospiano a Gorla Minore nel 1962, la ricostruzione del Presbiterio e della Cappella del S.S. Sacramento nella chiesa dei Frati Minori di Busto Arsizio tra il 1968 e il 1973 (con Stefano Castiglioni), il restauro dell'Eremo di Santa Caterina del Sasso a Leggiuno sul Lago Maggiore dal 1978 al 1986, un modello per una chiesa a Montecatini Terme (1953) e il progetto per il santuario della Madonna delle Lacrime a Siracusa (1957), rimasto irrealizzato. Altri numerosissimi progetti di Richino Castiglioni sono rimasti irrealizzati, come la nuova chiesa parrocchiale di Sant'Anna a Busto Arsizio (1963) e di Suna a Verbania (1964). Inoltre è opera dell'architetto anche l'attuale sede del Liceo scientifico statale Arturo Tosi di Busto Arsizio (1980), come anche le sedi dell'Istituto Tecnico Statale Industriale (ITIS) Cipriano Facchinetti e dell'Istituto Professionale per l'Industria e l'Artigianato (IPSIA) Alessandro Volta di Castellanza, entrambi risalenti al 1962 e formanti oggi l'Istituto Statale di Istruzione Superiore Cipriano Facchinetti.

### Opere architettoniche
- 1951-1952: Restauro e ampliamento della chiesa parrocchiale di Santo Stefano di Viggiù
- 1952: Complesso della Mostra Internazionale del Cotone, del Rajon e delle Macchine Tessili a Castellanza
- 1954: 
  - Progetto di concorso per la stazione ferroviaria di Napoli (non realizzato)
  - Progetto di Basilica (esposto alla X Triennale di Milano; non realizzato)
  - Allestimento della sala dell'architettura sacra alla X Triennale di Milano
  - Restauro della chiesa prepositurale di Baveno
- 1955: 
  - Progetto per la chiesa di Montecatini Terme (2º premio, non realizzato)
  - Casa della cultura cattolica (Sedes Sapientiæ)
- 1957: Progetto per il santuario della Madonna delle Lacrime (non realizzato)
- 1957-1960: 
  - Quartiere residenziale INA-Casa in località Sant'Anna, Busto Arsizio
  - Progetto per la chiesa del quartiere Sant'Anna di Busto Arsizio (non realizzato)
- 1958: 
  - Ristorante a Lisanza (oggi villa privata)
  - Scuola elementare nel rione Beata Giuliana di Busto Arsizio (oggi ENAIP)
- 1959-1963: Scuola elementare "Durini" di Gorla Minore
- 1960: Progetto per il palazzetto dello sport di Busto Arsizio (non realizzato)
- 1962: 
  - Progetto per il Grattacielo Peugeot a Buenos Aires (non realizzato)
  - Progetto per il nuovo centro direzionale di Torino (non realizzato)
- 1962-1965: Istituto Statale di Istruzione Superiore Cipriano Facchinetti (ISIS) di Castellanza
- 1962-1966: Chiesa dei Santi Nazaro e Celso di Gorla Minore, in località Prospiano
- 1964: Progetto per il nuovo cimitero di Busto Arsizio (non realizzato)
- 1965: 
  - Progetto per il palazzo dello sport di Firenze (non realizzato)
  - Casa Apollonio di Galliate Lombardo
- 1967: Progetto per il concorso nazionale di idee per la sistemazione e il restauro urbanistico e architettonico della Fortezza da Basso di Firenze (1º premio, ma non realizzato)
- 1968-973: 
  - Ricostruzione del presbiterio e della cappella del Sacramento nella chiesa dei Frati Minori di Busto Arsizio
  - Disegno dell'organo a canne della chiesa dei Frati Minori di Busto Arsizio
- 1970-1972: Sede delle associazioni in San Magno a Legnano
- 1976: Progetto per il Carcere Giudiziario di Busto Arsizio (non realizzato)
- Seconda metà anni 1970: Restauro dell'eremo di Santa Caterina del Sasso Ballaro di Leggiuno
- 1983: Liceo scientifico statale Arturo Tosi di Busto Arsizio
- 1985-1986: Restauro e ristrutturazione della tonnara dell'Isola della Formica
- 1989-1991: Casa Nicolosi ad Acireale

### Opere pittoriche

#### Primo periodo (1945-1950)
- 1946, Deposizione di Cristo dalla croce, olio su tela, 218×260 cm[4]
- L'inondazione, olio su tela, 250×210 cm

#### Secondo periodo (1951-1955)
- Il mulino del borgo, olio su tela, 195×300 cm[5]
- Lavoro nei campi e alla fornace, olio su tela, 291×180 cm
- Cristo miracoloso
- dittico L'impasto e la cottura del pane, La vita nel borgo sul rivo
- L'anziana con rosario

#### Terzo periodo (1956-1960)
- Tre donne e l'uomo col cilindro

#### Quarto periodo (1961-1970)
- Cristo nel sudario
- La festa del borgo sognato (abbozzato e mai ultimato)
- Donna che procede in gramaglie
- Ciechi sul muretto
- Il cieco col merlo in gabbia sul muretto
- Il pescatore sul muretto con immagine riflessa
- Cristo sul muretto con lanterna

### Opere letterarie e saggi
- Il significato dell'architettura, 1955.
- Il tempio come episodio limite, 1958.
- La parola, 1958.
- La storia come giudizio, 1965.